# Drosera microphylla
Drosera microphylla ist eine Pflanzenart aus der Gattung Sonnentau (Drosera) innerhalb der Familie der Sonnentaugewächse (Droseraceae). Sie ist eine fleischfressende Pflanze.

## Beschreibung

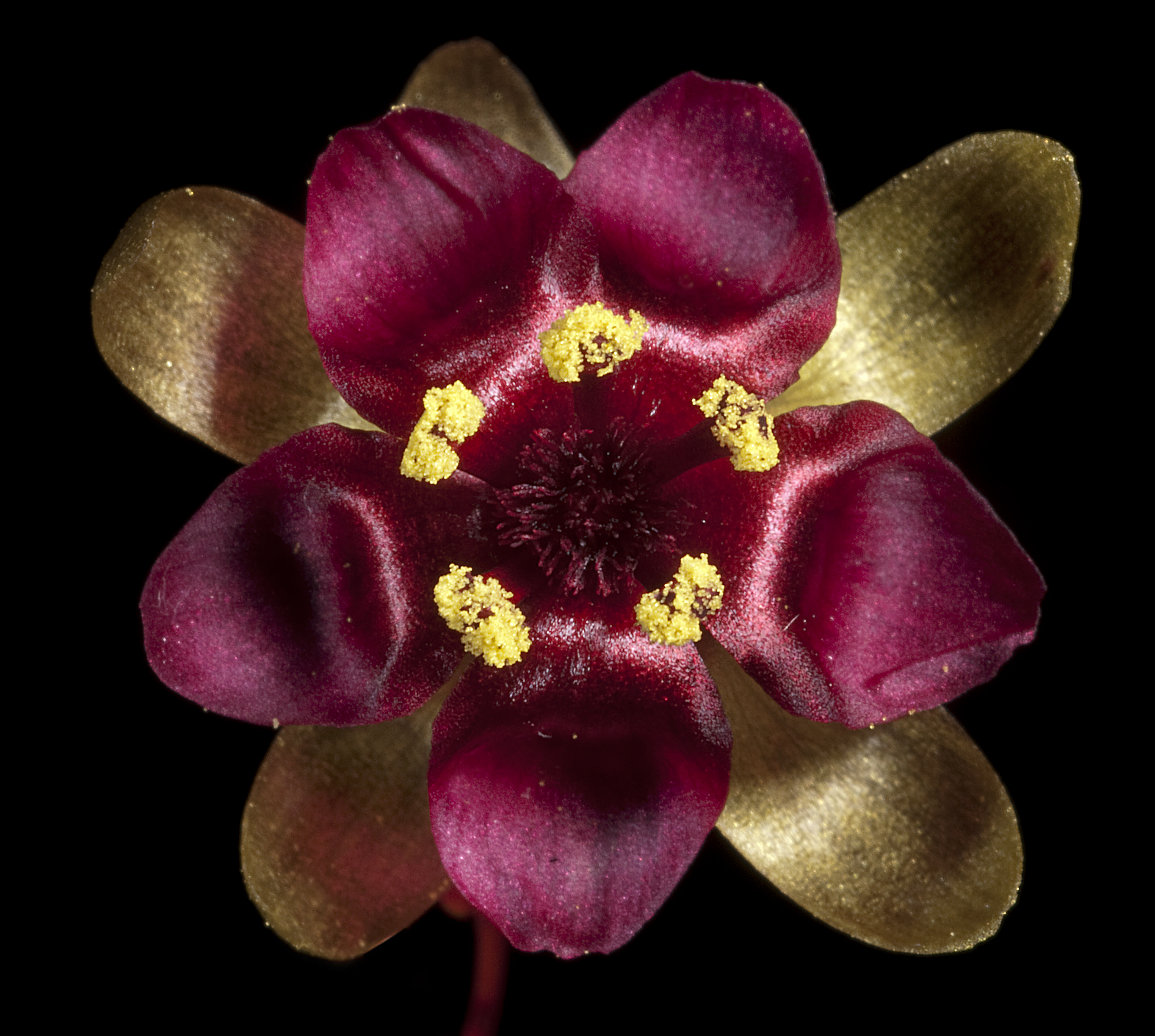
Radiärsymmetrische, fünfzählige Blüte im Detail

### Vegetative Merkmale
Drosera microphylla s. l. wächst als ausdauernde krautige Pflanze und erreicht Wuchshöhen von bis zu 40 Zentimetern. Sie bildet Knollen als Überdauerungsorgane. Der Stängel ist aufrecht. Die relativ kleinen Laubblätter sind rund und „pelzig“.

### Generative Merkmale
Die Blütezeit reicht von Juni bis September. Die zwittrige Blüte ist radiärsymmetrisch und fünfzählig mit doppelter Blütenhülle. Die fünf relativ großen Kelchblätter sind goldfarben. Die fünf kleineren Kronblätter sind unterschiedlich gefärbt: In Populationen in der Nähe von Perth sind die Kronblätter rot, während die Kronblätter in der Nähe von Albany eher orangefarben sind; einige Pflanzenexemplare östlich von Esperance haben weiße Kronblätter.

## Ökologie
Drosera microphylla ist eine knollenbildene fleischfressende Pflanze.

## Vorkommen
Drosera microphylla ist in Westaustralien beheimatet und wir dort „Golden Rainbow“ genannt. Sie wächst auf Granitfelsen oder in Sand- und Lateritböden. 

## Systematik und botanische Geschichte

### Taxonomie
Die Erstbeschreibung von Drosera microphylla erfolgte 1837 durch Stephan Ladislaus Endlicher in S. L. Endlicher et al.: Enumeratio Plantarum Omnium Hucusque Cognitarum, ..., Seite 6.

### Botanische Geschichte
Im Jahr 1848 beschrieb Jules Émile Planchon als neue Art Drosera calycina, die später als Synonym von Drosera microphylla geführt wurde. George Bentham beschrieb 1864 die neue Varietät Drosera calycina var. minor; auch dieses Taxon wurde zu einem Synonym von Drosera microphylla. Schließlich beschrieb Ludwig Diels in seiner 1906 erschienenen taxonomischen Monographie der Familie der Droseraceae ebenfalls die neue Varietät Drosera microphylla var. macropetala, die später ebenfalls zu einem Synonym wurde. Doch diese sehr ähnlichen Formen stellen 2023 eigene Arten dar (siehe Art-Komplex).

### Art-Komplex
2023 wurde gezeigt, dass es sich um einen Komplex von sehr ähnlichen Arten, den Drosera microphylla-Komplex in der Sektion Drosera section Ergaleium (DC.) Planch. aus der Untergattung Drosera subgenus Ergaleium in der Gattung Drosera innerhalb der Familie Droseraceae handelt.
Dazu gehören die neun Arten:
- Drosera atrata T.Krueger: Sie wurde 2023 erstbeschrieben.[4]
- Drosera calycina Planch.[4]
- Drosera esperensis Lowrie: Sie wurde 2014 erstbeschrieben.[4]
- Drosera hortiorum T.Krueger & G.Bourke: Sie wurde 2023 erstbeschrieben.[4]
- Drosera koikyennuruff T.Krueger & A.S.Rob: Sie wurde 2023 erstbeschrieben.[4]
- Drosera macropetala (Diels) T.Krueger & A.Fleischm.: Sie wurde 2023 erstbeschrieben.[4]
- Drosera microphylla Endl.[4] s. str.
- Drosera reflexa G.Bourke & A.S.Rob.: Sie wurde 2023 erstbeschrieben.[4]
- Drosera rubricalyx T.Krueger & A.Fleischm.: Sie wurde 2023 erstbeschrieben.[4]